# Фекете, Лайош
Лайош Фекете (венг. Fekete Lajos; 12 июня 1891 года, Тардош (область Комаром-Эстергом, Венгрия — 16 мая 1969 года, Будапешт) — венгерский историк, тюрколог, архивист, палеограф, профессор, действительный член Венгерской академии наук. Он был всемирно признанным исследователем в области османско-турецкой дипломатики и палеографии. Основным направлением его работы было исследование, обработка и публикация исторических источников Венгрии периода османской оккупации. Лауреат премии Кошута.

## Биография
Родился 12 июня 1891 года в Тардоше.
В 1909 году Фекете поступил в Будапештском университет, а в 1914 году получил докторскую степень по гуманитарным наукам. В начале Первой мировой войны (1914) воевал на русском фронте. Он попал в плен в Перемышле (1915) и выучил турецкий язык в лагере в течение пяти лет в сибирском плену. Он вернулся в Венгрию в 1920 году и изучал турецкую филологию в Будапештском университете у Дьюлы Немет, а в Венском университете он продолжил свои исследования в области османско-турецкой истории и палеографии у Фридриха Крайитца. С 1921 по 1923 год Фекете работал в Архиве кафедрального собора Будапешта временным секретарем, а затем архивным сотрудником. В 1922 году он получил докторскую степень по истории и латыни. В 1923 году он стал сотрудником Венгерского национального архива. В 1927—1928 годах продолжил обучение арабской и персидской филологии в университете Фридьеша Вильмоша в Берлине, получив стипендию от Collegium Hungaricum.
После своего возвращения в 1929 году получил хабилитет в качестве частного преподавателя в Университете Пазмань Петер в области османско-турецких исторических источников. С 1938 года он продолжал преподавать как почетный общественный педагог, а с 1939 года как преподаватель Турецкого института филологии. В то же время он также работал архивистом, с 1935 года работал архивистом, с 1941 г. — главным архивистом, а с 1942 г. — почетным главным архивистом Венгерского национального архива до 1948 года. В том же году он был приглашён в институт турецкой филологии на должность профессора института, а в период с 1952 по 1966 год у него было собственное отделение на кафедре турецкой филологии со званием профессора университета.
В начале своей научной деятельности Фекете изучал основы турецкой палеографии, дипломатики (1926) в архивах Венгрии, других европейских стран и Турции. В Турции ему предоставили возможность работать в архиве премьер-министра. В свете изученных им источников он подробно остановился на сословной системе Венгрии во время оккупации (1940 г.), вопросах официального управления (1941 г.), экономических, поселковых и культурно-исторических аспектах современных переписей и счетов (Vác, 1942; Esztergomi szandzsák, 1960; Buda, 1962; Hatvani sandzsák, 1968) и венгерское прошлое монашеского ордена Бекташа (1954). Помимо истории Венгрии, он исследовал и описал стиль письма турецкой финансовой администрации в более общем контексте, sieksat, для которого он также подготовил пособие для чтения (1955), и проанализировал исходную группу отчетов о победах (1962).
Он также время от времени занимался лингвистическими проблемами, такими как изучение венгерских слов в османско-турецком языке во время оккупации (1930 г.), он также занимался венгерской топонимикой и личными именами турецкого происхождения. Среди его публикаций и реестров выделяется том, опубликованный на венгерском и немецком языках (1962 г.), который велся совместно с Дьюлой Калди-Надь, в котором Фекете представил счета турецких финансовых учреждений Буды с 1550 по 1580 год. Ближе к концу жизни его интерес обратился к вопросам персидской палеографии. Но его книга появилась только спустя много лет после его смерти, посмертно отредактированная Дьёрдь Хазаи (1976).

## Признание
В 1937 г. он был избран членом-корреспондентом Венгерской академии наук, а в 1961 г. — действительным членом. С 1954 года он был почетным членом Турецкого исторического общества, а с 1966 года — Польской ассоциации востоковедов.

## Научные труды
На немецком языке
- Einführung in die osmanisch-türkische Diplomatik der türkischen Botmäßigkeit in Ungarn. Budapest 1926 (Magyar Országos Levéltár kiadványai).
- Türkische Schriften aus dem Archive des Palatins Nikolaus Esterházy, 1606—1645. Budapest: Universitätsdruck. 1932. (на нем.яз.)
- Die Siyagat-Schrift in der türkischen Finanzverwaltung I—II: Beitrag zur türkischen Paläographie. Budapest: Akadémiai. 1955. = Bibliotheca Orientalis Hungarica, 7.
- Einführung in die persische Paläographie: 101 persische Dokumente. Hrsg. von György Hazai. Budapest: Akadémiai. 1976.

На венгерском языке
- Török birtokrendszer a hódolt Magyarországon. Budapest: Magyar Tudományos Akadémia. 1940.

- A törökkori Vác egy XVI. századi összeírás alapján. Budapest: Magyar Tudományos Akadémia. 1942.

- Az esztergomi szandzsák 1570. évi adóösszeírása. Budapest: Magyar Történettudományi Intézet. 1943.

- Budai török számadáskönyvek (1550—1580). Közread. Fekete Lajos és Káldy-Nagy Gyula. Budapest: Akadémiai. 1962.

- Szülejmán szultán. Budapest: Akadémiai. 1967.

- Budapest története a török korban. Budapest: Akadémiai. 1974.